# فانيسا سواريز
فانيسا سواريز (بالإسبانية: Vanessa Suárez) هي عارضة ومغنية وممثلة فنزويلية، ولدت في 6 سبتمبر 1991 في كاراكاس في فنزويلا.

## وصلات خارجية
- فانيسا سواريز على موقع IMDb (الإنجليزية)